# 古川 (青森市)
古川（ふるかわ）は青森県青森市の地名。一～三丁目が存在する。郵便番号030-0862。

## 地理
青森市中心地区にある。北は新町、東は長島、南は久須志・北金沢・大野字長島と接する。域内は、一丁目の国道手前まではおおむね商業地、一丁目・二丁目の国道沿いは雑居ビル・小規模商店が混交、二丁目の国道を越えて南からは密集した住宅地に商店が混じる。その他の主要な通り沿いは商店が多くなっている。

## 交通
国道4号沿いには古川バス停があり、青森市営バス・青森市市民バス・弘南バスが停車する。

### 道路

#### 東西に走る主な通り
- ニコニコ通り - 古川の北端、新町一丁目と古川一丁目の境を通る。歩道にはアーケードが設置されている。車道をはさんで向かい側の、新町一丁目にかかる部分と一体となり、商店街を形成している。食料品・衣料品等を扱う小規模な店舗が多い。空き店舗も見られる。
- 国道7号- 古川一丁目と二丁目の間を通る。大小の雑居ビル、商店が見られる。

#### 南北に走る主な通り
- 中央古川通り - アウガ北東角交差点から、古川一丁目を通り、古川跨線橋東側の古川交差点に至り、後述の浪館通りに続く。
- いろは通り - 沿道には生鮮食料品店が多く、午後は歩行者専用道路になる。空き店舗もみられる。
- 昭和通り - 青森東映ビル前交差点から国道に至る。沿道は商店街となっている。
- 夜店通り - 新町通り甘精堂前から国道に続く。沿道は、飲食店を含む各種商店等が集まる商店街であり、アーケードが両側にかけられているが、空き店舗もみられる。
- 八甲通り - 古川の東端、長島との境を通る。車道は片側二車線の道路。沿道は、商店・飲食店・事務所・病院等がみられる。ねぶたの運行コースになる。
- 浪館通り - 青森県道青森環状野内線である。古川交差点から南西、浪館方面に向かう。
- 旭町通り - 平和通りの交差点、デイリーヤマザキ古川店前から南方に向かう。旭町地下道がある。沿道は商店街であるが、所々に空き地・駐車場が見られる。

#### その他
- 山の手通り（旧線路通り） - 青森駅前から古川跨線橋下をくぐり、東側にカーブしながら橋本方面に向かう。

## 歴史
もとは藩政時代の村の名前であり、東津軽郡滝内村、のちに青森市の大字となった。住居表示実施前の小字には美法（みのり）、千刈（せんがり）、柳川（やながわ）、古川があった。
1968年（昭和43年）9月1日、青森市中部地区の住居表示実施により、古川一～三丁目が設置された。
- 古川一丁目 - 古川字千刈、古川字美法、大野字長島の各一部
- 古川二丁目 - 古川字千刈、古川字美法、大野字長島、大野字北金沢の各一部
- 古川三丁目 - 古川字千刈、大野字長島、大野字北金沢の各一部

1971年（昭和46年）11月1日、大字古川の一部が柳川一丁目、篠田一丁目、千刈一丁目の各一部となる。
1972年（昭和47年）11月1日、古川字千刈の一部が久寿志一丁目の一部となる。

## 施設
- 青森市立古川小学校